# Rylsk
Pour l’article homonyme, voir Rylsk (Łódź).
Rylsk (en russe : Рыльск) est une ville de l'oblast de Koursk, en Russie, et le centre administratif du raïon de Rylsk. Sa population s'élevait à 16 242 habitants en 2016.

## Géographie
Rylsk se trouve sur la rive droite de la rivière Seïm, dans le bassin du Dniepr, à 103 km à l'ouest de Koursk, à 505 km au sud-ouest de Moscou et à 25 km de la frontière ukrainienne. La ville est le centre administratif dont dépend le village de Oktiabrskoïe situé à 8 km kilomètres à l'est.  

## Histoire
Rylsk est mentionné pour la première fois en 1152 comme une localité importante de la principauté de Novgorod-Severski. Le nom dérive de la racine ryt du mot slave pour « creuser ». Rylo ou Ryla est aussi le nom d'une rivière voisine. Rylo signifie également museau (de porc), comme on peut le voir sur les armoiries de la ville, au XIXe. L'Église orthodoxe russe associe le nom du lieu mais avec saint Jean de Rila (ou Ivan Rylski selon l'orthographe russe), qui est le saint patron de la ville, et qui vécut en Bulgarie. Des moines chassés de Bulgarie avec des reliques du saint s'établirent ici et construisirent un monastère d'où la ville et la rivière prirent leurs noms.
Au début du XIIIe siècle, Rylsk est le centre d'une principauté autonome.
Au milieu du XIVe siècle, le grand-duché de Lituanie s'empare de la ville. En 1454, le roi de Pologne Casimir IV Jagellon donne la ville en tant que fief à un prince russe réfugié, Ivan Schemiaka. Cependant son fils Vassili rend Rylsk à la Moscovie en 1522. Du XVIe au début du XVIIIe siècle, la ville est chargée de défendre la frontière sud de l'Empire russe. C'est aussi une ville marchande, point de départ pour le commerce en direction de la Petite Russie. En 1779, Rylsk reçoit le statut de ville de la part de Catherine II et devient le chef-lieu administratif d'un ouïezd (canton).La ville possède une gare ferroviaire de la ligne Korenevo-Rylsk embranchement de la ligne Lgov-Vorozhba.
Pendant la Seconde Guerre mondiale, Rylsk est occupée par l'armée allemande le 5 octobre 1941. Elle est libérée par le Front central de l'Armée rouge le 31 août 1943.

## Guerre russo-ukrainienne
Pendant la guerre russo-ukrainienne, le vendredi 20 décembre 2024, au moins six personnes, dont un enfant, ont été tuées et dix autres blessées dans une frappe de missiles ukrainiens sur la ville de Rylsk dans la région frontalière russe de Koursk.

## Population
Recensements (*) ou estimations de la population
| 1856  | 1897*  | 1913   | 1926*  | 1931   | 1939*  |
| ----- | ------ | ------ | ------ | ------ | ------ |
| 7 200 | 11 549 | 14 600 | 10 737 | 10 100 | 12 400 |

| 1959*  | 1970*  | 1979*  | 1989*  | 2002*  | 2006   |
| ------ | ------ | ------ | ------ | ------ | ------ |
| 12 653 | 16 398 | 18 318 | 19 472 | 17 603 | 17 193 |

| 2010*  | 2012   | 2013   | 2014   | 2015   | 2016   |
| ------ | ------ | ------ | ------ | ------ | ------ |
| 15 671 | 15 865 | 16 110 | 16 163 | 16 221 | 16 242 |

## Personnalité
- Grigori Ivanovitch Chelikhov (1747-1795), explorateur russe, né à Rylsk.

## Patrimoine
- Église de l'Intercession (1822)
- Église de l'Assomption (1811)
- Église de l'Annonciation (1866)
- Monastère Saint-Nicolas, avec trois églises du XVIIIe siècle (en dehors de la ville)
- Musée de la ville (1919) regroupant les collections des demeures nationalisées après la révolution.
- Maison Chelikhov
- Maisons de la famille Schemiaka